# تونس في الألعاب المتوسطية 1991
شاركت تونس في الألعاب المتوسطية 1991 في أثينا و فازت بميدالية ذهبية و 5 ميداليات برونزية.